# Атишта
Атишта (мкд. Атишта) су насеље у Северној Македонији, у западном делу државе. Атишта припадају општини Кичево.

## Географија
Насеље Атишта је смештено у средишњем делу Северне Македоније. Од најближег већег града, Кичева, насеље је удаљено 12 km југоисточно.
Рељеф: Атишта се налазе у Доњекичевском крају, која обухвата средишњи део слика реке Треске. Село је положено изнад долине реке на северу и планине Баба Сач на југу. Надморска висина насеља је приближно 640 метара.
Клима у насељу је континентална.

## Становништво
Атишта су према последњем попису из 2002. године имала 31 становника.
Већинско становништво су етнички Македонци (100%).
Претежна вероисповест месног становништва је православље.